# Estación de San Francisco de Campeche (Tren Maya)
San Francisco de Campeche es una estación de ferrocarril en San Francisco de Campeche, Campeche de la ruta del Tren Maya.
La estación es parte del tramo 2 de 235 km, de esta ruta, se extiende desde Escárcega a Calkiní. En su primera fase, la estación solo comunica con Mérida y Cancún.
El 1 de septiembre de 2023, desde la estación salió el primer tren del Tren Maya con dirección a la estación Teya Mérida, esto como parte del inicio de las pruebas dinámicas del proyecto.
La estación tiene conexión con el Tren Ligero de Campeche, el cual es un sistema de transporte tipo DRT, iniciando sus operaciones el 20 de julio de 2025.
El 15 de diciembre de 2023, el presidente Andrés Manuel López Obrador inauguró la estación.

## Historia
El candidato Andrés Manuel López Obrador, anunció en su campaña presidencial del 2018 el proyecto del Tren Maya. El 13 de agosto de 2018 anunció el trazo completo. El recorrido de la nueva ruta del Tren Maya puso a la estación de San Francisco de Campeche en la ruta que conectaría con Escárcega y a Calkiní, en el estado de Campeche.
Al principio, se esperaba que la estación se construyera en terrenos de la antigua estación del Ferrocarril del Istmo de Tehuantepec. Tiempo después, el lugar de la estación sería cambiado para construirse sobre el Periférico en Campeche. El titular del Fondo Nacional de Fomento al Turismo (Fonatur), Rogelio Jiménez Pons señalo que la decisión se tomó a raíz de un análisis de costos y tiempo que tomaría el proceso de relocalización, por lo que el nuevo trazo de la ruta del Tren Maya permitirá ahorros económicos y de tiempo, los cuales son importantes para el proyecto.
La estación, junto al proyecto del Tren Maya, fue inaugurada formalmente el 15 de diciembre de 2023, esto por el presidente Andrés Manuel López Obrador, el cual dio una conferencia de prensa en el edificio.
Actualmente, la estación en San Francisco de Campeche se encuentra abierta y recibe a viajeros locales, nacionales e internacionales.